# Harrietstown
Harrietstown ist eine Town im Franklin County New Yorks in den Vereinigten Staaten. Zum Zeitpunkt des United States Census 2010 hatte Harrietstown 5709 Einwohner, die meisten davon in Saranac Lake.
Die Town of Harrietstown liegt in der südöstlichen Ecke des Countys und liegt südlich der Town of Brighton.

## Geschichte
Das Gebiet um den Saranac Lake wurde erstmals um 1819 besiedelt. Harrietstown entstand 1841 durch Auslagerung aus der Town of Duane. Gegen Ende des 19. Jahrhunderts wurde die Ortschaft dank der Bergluft Standort eines Sanatoriums für Lungenkranke.

## Geographie
Nach den Angaben des United States Census Bureaus hat Harrietstown eine Gesamtfläche von 553,3 km², wovon 509,7 km² auf Land und 43,6 km² (= 7,88 %) auf Gewässer entfallen. Harrietstown liegt innerhalb des Adirondack Park.
Die südliche Stadtgrenze bildet die Grenze zum Hamilton County und zum Essex County, wobei dieses auch im Osten angrenzt.
Zwar verläuft die New York State Route 3 in Ost-West-Richtung durch Harrietstown, während New York State Route 30 und New York State Route 86 in Nord-Süd-Richtung die Gemarkung durchqueren, doch haben NY-3 und NY-30 aus der westlich benachbarten Town of Tupper Lake kommend einen zunächst gemeinsamen Verlauf, bevor sich beide Strecken westlich des Upper Saranac Lake wieder trennen. Die ebenfalls auf dem Gebiet der Town verlaufende New York State Route 186 verbindet NY-3 und NY-86.
Der Raquette River entwässert den südwestlichen Teil von Harrietstown, deren Geographie durch zahlreiche Seen geprägt wird.
- Adirondack Regional Airport (SLK) – ein Regionalflughafen im Nordosten der Town
- Axton Landing – ein Weiler im Süden der Town am Raquette River, südlich der NY-30.
- Coreys – ein Punkt nördlich von Axton Landing
- Eagle Island – eine Insel im Lower Saranac Lake
- Fish Creek Ponds – westlich des Upper Saranac Lake
- Follensby Pond – ein See an der westlichen Grenze
- Harrietstown – ein Weiler im Osten von Harrietsville an der NY-86, östlich des Flughafens
- Lake Clear – ein See im Westen von Harrietsville
- Lake Clear – ein Weiler an der NY-30, westlich des Flughafens
- Lake Colby – ein Weiler nördlich des Village of Saranac Lake an der NY-86
- McMasters Crossing – ein Weiler südlich des Lake Clear an der County Road 50
- Lower Saranac Lake – ein See südwestlich des Village of Saranac Lake
- Middle Saranac Lake – ein See im Süden von Harrietstown, der weitgehend innerhalb der Gemarkung liegt
- Oseetah Lake – ein See an der östlichen Stadtgrenze, südlich des Village of Saranac Lake
- Saranac Lake – ein Teil des Villages liegt an der Kreuzung von NY-30 und NY-86 im Osten der Stadt, ein Teil liegt jedoch im benachbarten Essex County.
- Upper St. Regis – eine Ortschaft an der NY-30 im Norden
- Upper Saint Regis Lake – ein See westlich der Ortschaft Upper St. Regis, der teilweise in der nördlich angrenzenden Town of Brighton liegt
- Upper Saranac Lake – das südliche Ende des Sees befindet sich im Westen von Harrietstown
- Wawbeek – ein Weiler an der NY-30 am Westufer des Upper Saranac Lake

## Demographie
Zum Zeitpunkt des United States Census 2000 bewohnten Harrietstown 5575 Personen. Die Bevölkerungsdichte betrug 10,9 Personen pro km². Es gab 3417 Wohneinheiten, durchschnittlich 6,7 pro km². Die Bevölkerung Harrietstowns bestand zu 97,22 % aus Weißen, 0,52 % Schwarzen oder African American, 0,34 % Native American, 0,65 % Asian, 0 % Pacific Islander, 0,22 % gaben an, anderen Rassen anzugehören und 1,06 % nannten zwei oder mehr Rassen. 1,06 % der Bevölkerung erklärten, Hispanos oder Latinos jeglicher Rasse zu sein.
Die Bewohner Harrietstowns verteilten sich auf 2544 Haushalte, von denen in 27,2 % Kinder unter 18 Jahren lebten. 38,8 % der Haushalte stellten Verheiratete, 9,4 % hatten einen weiblichen Haushaltsvorstand ohne Ehemann und 47,3 % bildeten keine Familien. 39,1 % der Haushalte bestanden aus Einzelpersonen und in 14,3 % aller Haushalte lebte jemand im Alter von 65 Jahren oder mehr alleine. Die durchschnittliche Haushaltsgröße betrug 2,16 und die durchschnittliche Familiengröße 2,91 Personen.
Die Bevölkerung verteilte sich auf 22,8 % Minderjährige, 9,8 % 18–24-Jährige, 28,1 % 25–44-Jährige, 24,1 % 45–64-Jährige und 15,1 % im Alter von 65 Jahren oder mehr. Der Median des Alters betrug 39 Jahre. Auf jeweils 100 Frauen entfielen 94,2 Männer. Bei den über 18-Jährigen entfielen auf 100 Frauen 91,8 Männer.
Das mittlere Haushaltseinkommen in Harrietstown betrug 31.838 US-Dollar und das mittlere Familieneinkommen erreichte die Höhe von 45.505 US-Dollar. Das Durchschnittseinkommen der Männer betrug 32.833 US-Dollar, gegenüber 25.407 US-Dollar bei den Frauen. Das Pro-Kopf-Einkommen belief sich auf 18.529 US-Dollar. 12,6 % der Bevölkerung und 7,4 % der Familien hatten ein Einkommen unterhalb der Armutsgrenze, davon waren 9,3 % der Minderjährigen und 20,1 % der Altersgruppe 65 Jahre und mehr betroffen.